# Нандру (Хунедоара)
Нандру (рум. Nandru) насеље је у Румунији у округу Хунедоара у општини Пестишу Мик. Oпштина се налази на надморској висини од 312 m.

## Становништво
Према подацима из 2002. године у насељу је живело 204 становника, од којих су сви румунске националности.